# Katedrála Nejsvětějšího jména
Katedrála Nejsvětějšího jména je katedrála římskokatolické chicagské arcidiecéze. Nachází se ve městě Chicago ve státě Illinois. Její základy byly položeny v roce 1874 a otevřena byla 21. listopadu 1875, kdy byla zasvěcena Nejsvětějšímu jménu. Nahradila tak katedrálu Nejsvětější Panny Marie a kostel Nejsvětějšího jména, zničené při Velkém chicagském požáru v roce 1871. Několikrát byla rekonstruována; 4. února 2009, krátce po znovuotevření po dokončení oprav střechy ji poškodil požár, zvláště v podkroví, hlavní loď byla zasažena jen vodou použitou k hašení.